# Natriummaleonitrildithiolaat

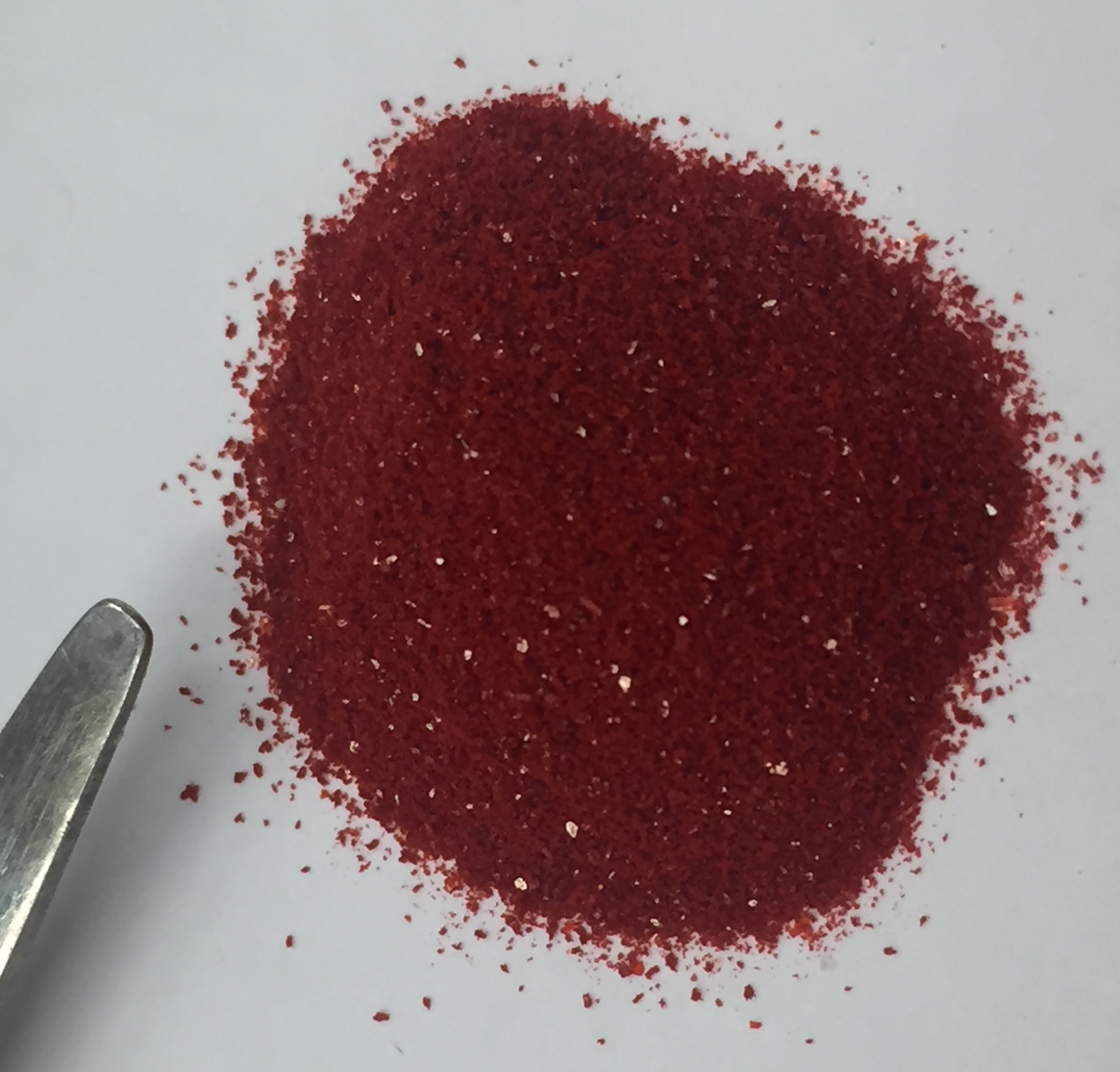
monster ((C2H5)4N^{+})2[Ni(mnt)2^{2-}].

Natriummaleonitrildithiolaat is een chemische verbinding met de formule {\displaystyle {\ce {Na2S2C2(CN)2}}}. De stof bevat een dubbele binding, dus formeel is er sprake van E/Z-isomerie. Zonder expliciete aanduiding wordt echter altijd het Z-isomeer bedoeld. In formules wordt het maleonitrildithiolaat-deel van de naam vaak afgekort tot mnt: {\displaystyle {\ce {Na2mnt}}}. Mnt is een goede complexvormer uit de klasse van de dithiolenen, een complexerend alkeen-1,2-dithiolaat. Het is een goed voorbeeld van een niet-innocente ligand. Van mnt zijn verschillende complexen beschreven, zoals {\displaystyle {\ce {Ni(mnt)2^{2-}}}}.:143–146

{\displaystyle {\ce {Na2mnt}}} wordt gesynthetiseerd door koolstofdisulfide te laten reageren met natriumcyanide waarbij cyanodithioformaat ontstaat. In waterige oplossing wordt elementair zwavel afgescheiden onder vorming van de gewenste verbinding:

{\displaystyle {\ce {CS2 \ + \ }}}{\displaystyle {\ce {NaC#N}}}{\displaystyle {\ce {\ \longrightarrow \ }}}{\displaystyle {\ce {N#C-CS2Na}}}

{\displaystyle {\ce {8NCS2Na\ ->[{\ce {H2O}}]\ 4Na2S2C4N2\ +\ S8}}}
De stof is voor het eerst beschreven in 1957.